# Tony Lainé
Pour les articles homonymes, voir Lainé.
Tony Lainé est un médecin psychiatre d'enfants et psychanalyste français. Il est né le 25 avril 1930 à Paris et mort le 21 août 1992 à Toronto (Canada). Pendant les années 1970, alors que Franco Basaglia fermait les hôpitaux psychiatriques en Italie, Tony Lainé impulsait l'ouverture des services psychiatriques pour enfants en créant les hôpitaux de jour, des lieux d'accueil thérapeutique (maisons, appartements, accueil familial, etc.) et la psychiatrie de secteur infanto-juvénile. Le droit d'intégration sociale pour les enfants psychotiques et autistes faisait partie d'une véritable démarche politique de Tony Lainé. Ayant vécu les traumatismes de la Seconde Guerre mondiale, il s'est déterminé très tôt à lutter contre les enfermements de toutes sortes, surtout pour les enfants qui ne sont simplement "pas comme les autres".
Outre son travail sur le terrain comme médecin-chef du IIe Secteur infanto-juvénile de l'Essonne, il a saisi l'occasion de toucher le grand public par ses idées grâce à sa collaboration avec le réalisateur Daniel Karlin sur plusieurs séries d'émissions - notamment Enquête sur la santé mentale d'un pays au-dessus de tout soupçon, L'amour en France - très populaires, parfois "scandaleuses" car subversives par rapport aux idées conventionnelles concernant les enfants psychotiques et autistes. Une autre émission télévisée, devenue une référence sur la question du nourrisson, Le bébé est une personne, était une collaboration avec Bernard Martino, à la suite de sa rencontre avec le pédiatre Thomas Berry Brazelton en 1984, lors de l'un des premiers colloques mondiaux sur la santé mentale des bébés, tenu à Cannes .

## Biographie
Son père était ouvrier spécialisé, militant anarcho-syndicaliste et résistant dans le maquis dès 1942. Sa mère, née dans une famille juive à Tchita en Sibérie, est arrivée en France, à Berck-Plage, à l'âge de 5 ans pour se faire soigner du Mal de Pott. Après la révolution russe toute la famille s'est installée en France. Cette mère haute en couleur, diplômée de philosophie, amie de Simone de Beauvoir, poète et écrivain, devenue institutrice, a eu une forte influence sur le jeune Tony Lainé dans ses choix de la psychiatrie et de l'écriture. Il grandit à Dissay, dans la Vienne et effectue ses études de médecine (pédiatrie, neurologie) et de psychiatrie dans le Poitou. En 1957 il effectue un stage de plusieurs mois à Saint-Alban (en remplacement du Dr Tosquelles dans le service du Dr Gentis).
Il soutient sa thèse de doctorat en médecine le 22 avril 1959, ensuite il est reçu au concours de psychiatres des hôpitaux. À partir de 1960, il exerce comme psychiatre d'abord à Évreux puis à Poitiers. Il ouvrira en 1968 le premier service de psychiatrie infanto-juvénile de la région Poitou-Charentes. Par la suite, il devient aussi psychanalyste.
En 1971, il est nommé chef de service de psychiatrie infantile de l’hôpital Barthélemy-Durand à Étampes, dans l'Essonne, où il développe le dispositif de soins extra-hospitalier de secteur, autour du centre Le Pradon, à Sainte-Geneviève-des-Bois. Les équipes du service déploient « un clavier institutionnel permettant d'individualiser la réponse » thérapeutique, développant les approches novatrices, non-stigmatisantes, marquées par l'intégration dans le milieu scolaire et dans la communauté (logements, familles d'accueil, lieux de vie, "petites maisons", structures d'insertion professionnelle, etc.).
Spécialiste de la psychopathologie de l'enfant et de l'adolescent, il travaille plus particulièrement sur l'autisme. Il contribue à l'essor du courant de la psychiatrie alternative, désaliéniste.
Politiquement, il s'est engagé aux Jeunesses socialistes en 1945, puis aux Jeunesses communistes en 1946 et au Parti communiste en 1947, à l’âge 17 ans. Tony Lainé reliait fondamentalement son activité de lutte contre l’enfermement asilaire et contre toutes les exclusions à son engagement politique au PCF. Secrétaire de la cellule de l’hôpital en 1957, il devint membre du Comité de section de Poitiers, en 1959-1960, après avoir suivi une école de section en 1951, et une école fédérale en 1955. Il fut aussi animateur du comité antifasciste en 1958 et du Mouvement de la paix départemental. En 1968, il est le candidat communiste aux élections législatives dans la 1ère circonscription de Poitiers où il est battu par le candidat de droite, le député sortant Pierre Vertadier. En 1971, il conduit la liste unifiée de gauche (PCF-PS-PSU) aux élections municipales de Poitiers. Au niveau national, il participa à la commission des médecins du PCF, avec Lucien Bonnafé, et au travail des commissions du CERM (Centre d’études et de recherches marxiste). Durant les années 1970, il est le porte-parole du PCF sur les questions de santé, écrit dans L’Humanité, La Nouvelle Critique et France Nouvelle, animant les débats pour promouvoir une psychiatrie démocratisée et ouverte sur la cité, dans le cadre du Programme commun de gouvernement, et contre une antipsychiatrie qui tendait à assimiler répression sociale et censure psychologique.  Marqué par des débats internes difficiles (concernant la psychiatrie soviétique, la psychanalyse, etc), et après un temps d'engagement auprès de Jack Ralite, il quitte le Parti communiste en 1986.

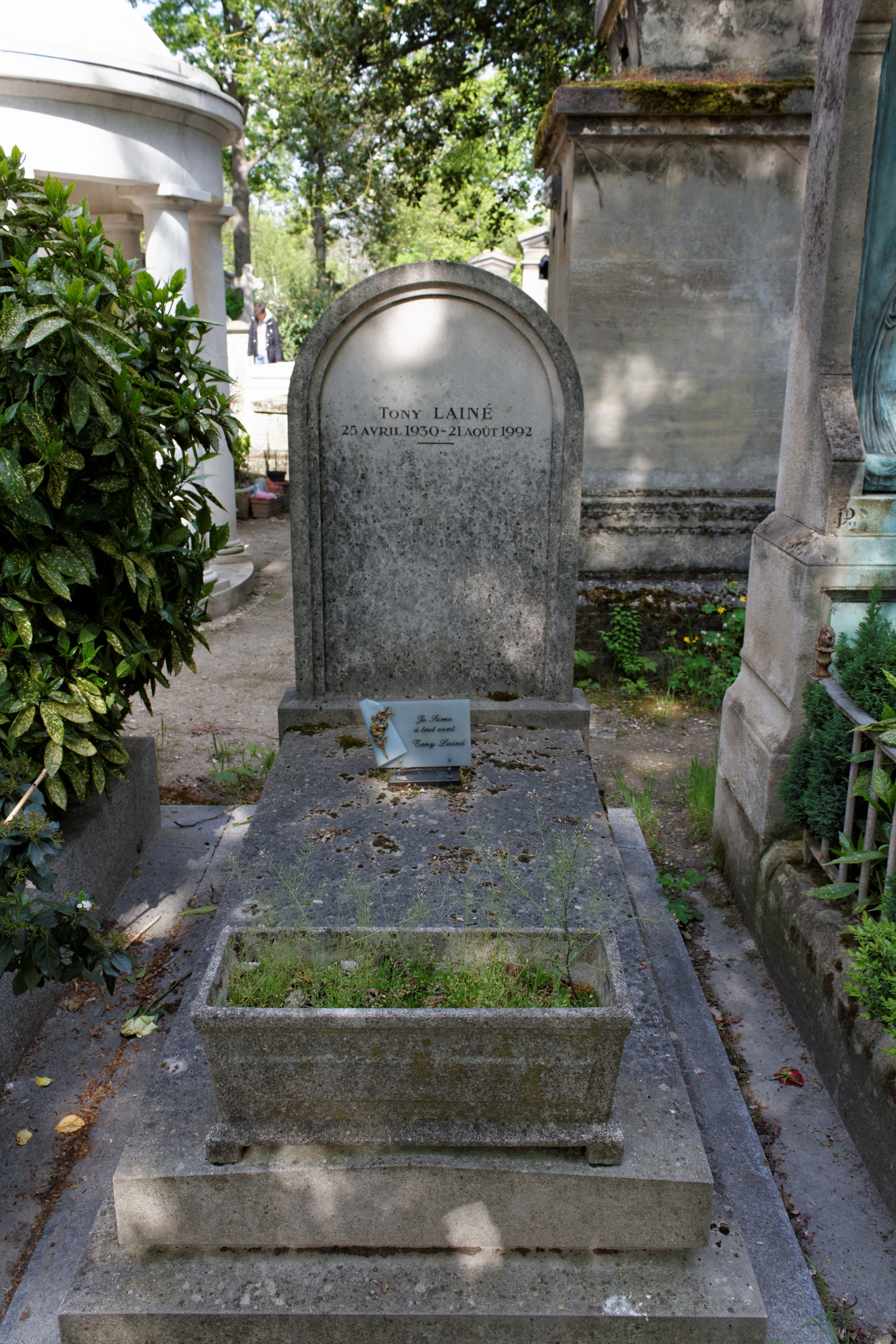
Tombe de Tony Lainé au cimetière du Père-Lachaise (division 42).

Il est enterré au cimetière du Père-Lachaise (42e division).
Il était marié avec Kathleen Kelley-Lainé, psychanalyste (auteur de Peter Pan ou l’enfant triste, Calmann Lévy, 1992, et de Petits contes cruels sur la mondialisation, avec Dominique Rousset, Bayard, 2001). Ils ont un fils, Étienne Lainé. Anne Lainé, sa fille, est née de son premier mariage avec Anne-Marie Pain.
Ses archives ont été déposées à l'Institut mémoires de l'édition contemporaine (IMEC) ; elles concernent aussi bien son activité de médecin, ses articles dans des revues spécialisées, la transcription de ses communications, conférences et interviews, des notes de travail et des correspondances, que des documents en rapport avec ses documentaires et ses livres.
Un recueil de textes essentiels avec une interview et des inédits de Tony Lainé, est publié post-mortem le 5 octobre 2018 aux éditions Lignes, sous le titre Le défi de la folie - Psychiatrie et politique (1966-1992).

## Œuvres

### Documentaires pour la télévision (réalisés par Daniel Karlin)
- Une année avec Capucine, 1973.
- La Raison du plus fou, 1977 - (1/3 Les années de la mise au monde; 2/3 La loi du père; 3/3 Les Hommes à la Tâche.)
- La Mal Vie, 1978.
- Les Violences de l'amour, 1986.
- L'Amour en France, 1990.
- Justice en France, 1991.

### Documentaire pour télévision (réalisé par Bernard Martino; proposé par Tony Lainé, Bernard Martino et Gilbert Lauzun)
- Le Bébé est une personne, 1984 - (1/3 Voyage au centre de la mère; 2/3 L'Espace d'une rencontre; 3/3 Ces bébés qui nous échappent).

### Livres
La plupart de ces livres sont tirés des documentaires de même titre.
- La Raison du plus fou (avec Daniel Karlin), Paris, Éditions sociales, 1977.  (ISBN 2-209-05272-6)
- La Mal Vie (avec Daniel Karlin), préface de Tahar Ben Jelloun, Paris, Éditions sociales, 1978.  (ISBN 2-209-05312-9)
- Le petit donneur d'offrandes et autres histoires de fous (avec Daniel Karlin), Paris, Éditions sociales, 1981.  (ISBN 2-209-05412-5)
- La Mort du père, et autres récits du fils (avec Daniel Karlin), Paris, Messidor-Éditions sociales, 1983.  (ISBN 2-209-05552-0)
- Les Violences de l'amour (avec Daniel Karlin), Paris, Grasset, 1986.  (ISBN 2-246-37501-0)
- L'Amour en France (avec Daniel Karlin), Paris, Grasset, 1989.  (ISBN 2-246-39751-0)
- Le Défi de la folie. Psychiatrie et politique (1966-1992), édition établie et présentée par Martin Pavelka, préface de Franck Chaumon, Paris, Lignes, 2018, 575 p.  (ISBN 978-2-35526-188-6)

## Hommages
- L'école maternelle de Dissay porte son nom.
- L'école primaire du quartier des 3 cités à Poitiers porte son nom.
- Un pavillon d'hospitalisation complète spécialisé en pédopsychiatrie porte son nom sur le centre hospitalier psychiatrique de Poitiers.
- Un pavillon d'hospitalisation complète pour adolescents porte son nom sur le centre hospitalier Alpes-Isère de St Egrève.
- Le Centre Médico-Psycho-Pédagogique d'Athis Mons porte son nom[7].
- La Maison de l'Enfance à Aubervilliers (voulue par Jacques Ralite) porte son nom.
- Colloque "La raison du plus fou - Tony Lainé - Penser la psychiatrie aujourd'hui", Cité de la santé La Vilette, Paris, 14-15 novembre 2014.